# Camp militaire de Thorée-les-Pins
Le camp de Thorée-les-Pins est un camp militaire situé à l'ouest de la commune de Thorée-les-Pins, dans le département de la Sarthe.

## Création
Au printemps 1939, l'administration miliaire décide la création à Thorée-les-Pins d'un centre de stockage pour l'intendance militaire, à proximité du lieu-dit des Couletteries,,. Interrompu par le déclenchement de la Seconde Guerre mondiale, le chantier rouvre à la fin de l'année 1940. Le 1er décembre 1943, alors que s'achèvent les travaux d'aménagement des voies ferrées et des quais de déchargement, l'armée allemande prend possession des lieux afin d'en faire une réserve de foin et de vivres pour sa propre intendance. Dès lors, des travailleurs français volontaires ou requis, originaires de Thorée-les-Pins, de La Flèche ou des environs, y sont employés comme gardiens ou manutentionnaires.
À partir du 7 juin 1944, au lendemain du Débarquement de Normandie, le camp de Thorée est régulièrement la cible des bombardements des Alliés.

## Camps de prisonniers de guerre allemands
À la Libération, le camp de Thorée-les-Pins est reconverti le 9 décembre 1944 en camp de rétention des prisonniers de guerre allemands, sous administration américaine. Il porte alors le nom de PWE 22. 
Composé d'un ensemble de cinq camps secondaires comprenant chacun un à quatre hangars, il n'est avant tout qu'un camp de transit où les prisonniers allemands ne séjournent que peu de temps. Son effectif s'élève à environ 20 000 détenus au début de l'année 1945, avant d'atteindre 40 000 prisonniers au mois de juillet suivant, après la capitulation allemande. Les conditions de détention y sont rudes et le manque de nourriture entraîne une mortalité élevée. D'après les documents conservés aux archives municipales de Thorée-les-Pins, 444 prisonniers y trouvent la mort de juillet 1945 à août 1946, dont 432 décès entre juillet et novembre. Le camp passe sous le contrôle de l'armée française le 6 juillet 1945 sous le nom de PGA 402.
Pendant leur détention, une partie des prisonniers travaillent chez des cultivateurs de Thorée-les-Pins ou des environs.

## Après guerre
Après son démantèlement en juillet 1948, le camp de Thorée-les-Pins est transformé un temps en centre d'immigration pour les travailleurs étrangers, puis redevient un centre de stockage. En 1963, le camp de Thorée devient le Centre mobilisateur 115, une annexe des centres mobilisateurs d'Angers et du Mans, chargé de la mise en œuvre de matériels de santé, notamment d'un hôpital de campagne. Il est dissous en juillet 1996 et passe sous le contrôle de l'École du génie pour être utilisé comme lieu d'exercices,.